# Ancienne synagogue de Dresde (1840-1938)
La synagogue de Dresde (aujourd'hui dénommée ancienne synagogue ou synagogue Semper) était la synagogue de la communauté juive de Dresde (Allemagne) de 1840 jusqu'à sa destruction par les nazis lors de la nuit de Cristal en novembre 1938. Conçue par l'architecte Gottfried Semper elle est considérée comme « le premier exemple d'une synagogue entièrement décorée dans un style oriental ».

## Historique

### Construction et inauguration
En avril 1838, l'architecte Gottfried Semper reçoit la commande définitive pour la construction d'une synagogue située entre la Zeughausstrasse et l'Elbe et le jeudi 28 juin de la même année, la première pierre est officiellement scellée,.
Le vendredi 8 mai 1840 à 17 heures, la synagogue est solennellement inaugurée, avec en ouverture de la cérémonie, des chants entonnés par le chœur. Après lecture du psaume 24, le refrain « Portes, élevez vos têtes ! et élevez-vous, portails éternels » est repris en chœur par l'assemblée. Puis le Grand-Rabbin Zacharias Frankel et les dirigeants de la communauté portent les rouleaux de la Torah, de l'ancienne synagogue, la Wintersynagoge, jusqu'au nouveau bâtiment. Après que le Grand-Rabbin a donné sa bénédiction, les porteurs de Torah défilent sept fois dans la synagogue avant de déposer les rouleaux dans l'Arche sainte. Le discours du Grand-Rabbin, Die Heiligung des Gotteshauses (La sanctification de la Maison de Dieu), forme le cœur de la cérémonie. Il déclare : « Nous n'avons aucun désir de briller avec cette maison imposante ; nous voulions trouver un lieu digne, notre âme languissait pour un lieu où nous puissions nous montrer en pieuse communion devant Dieu. » La cérémonie officielle se termine par des chants en allemand entonnés par la chorale de Wolf Landau, et par la lecture du psaume 117.

### Destruction par les nazis
Pendant le pogrom de la nuit de Cristal, du 9 au 10 novembre 1938, la synagogue de Dresde est incendiée par des membres de la SA. Les pompiers ne sont appelés que pour contenir l'incendie et éviter qu'il se propage aux maisons voisines. La même année, les ruines de la synagogue sont dynamitées, et une partie des pierres est utilisée pour la construction de routes. Le coût de l'enlèvement des débris est mis à la charge de la communauté juive. 

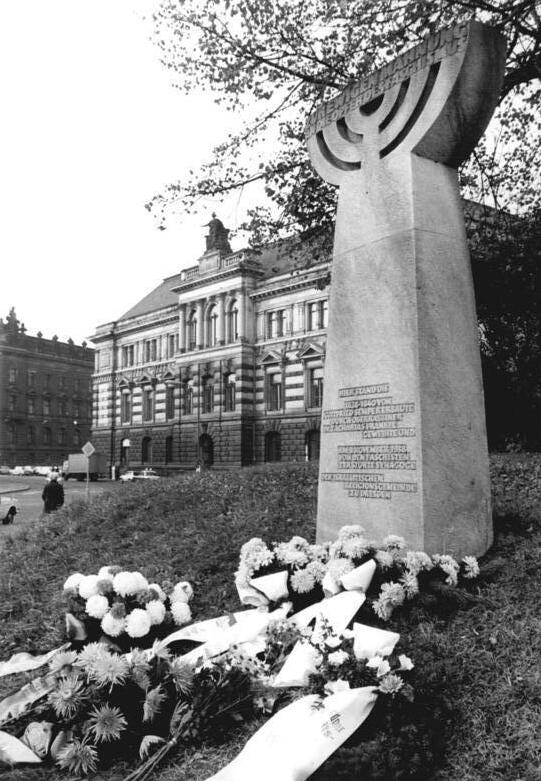
Monument commémoratif de la destruction de la synagogue.

De la synagogue, il ne reste qu'un seul souvenir, l'étoile de David qui trônait sur le toit de la synagogue, et qui a été sauvée et cachée par le pompier Alfred Neugebauer. Celui-ci, en 1949, après la guerre, remet l'étoile à la communauté juive. Restaurée en 1988, elle a tout d'abord orné le toit de la synagogue de la Fiedlerstraße, avant d'être apposée sur la nouvelle synagogue de Hasenberg.

### Monument commémoratif
Depuis 1975, une stèle du sculpteur Friedemann Döhner, en forme de chandelier à six branches, située près de l'emplacement de l'ancienne synagogue, commémore sa destruction. Elle porte la phrase suivante en allemand :
« Ici s'élevait la synagogue de la communauté juive de Dresde, construite par Gottfried Semper en 1838-1840, inaugurée par le Grand-Rabbin Zacharias Frankel et détruite le 9 novembre 1938 par les fascistes. »

## Description de la synagogue

### L'extérieur

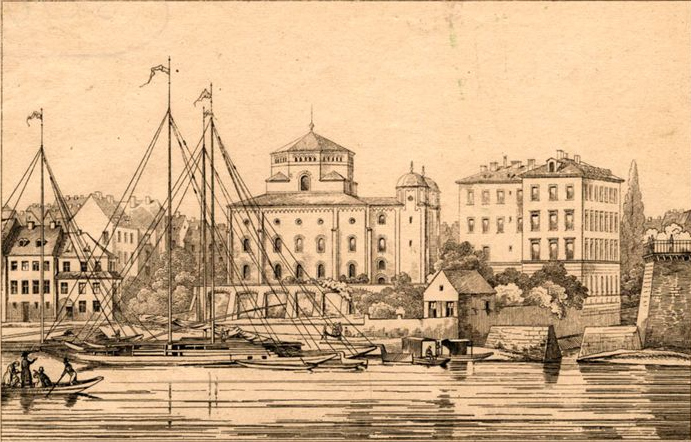
La synagogue vue de l'Elbe, avant les travaux d'aménagement des rives

Le bâtiment de l'architecte Gottfried Semper de Dresde présente « une unité cubique de la construction dans l'esprit de l'architecture révolutionnaire française, avec une forme de base romane et des coupoles orientales ».
Le bâtiment central est construit sur un plan carré de vingt mètres par vingt mètres. Au-dessus  de la pièce centrale du bâtiment central, s'élève un tambour octogonal couronné d'un toit à plusieurs versants. Sur le côté ouest, légèrement en retrait, et flanqué de deux tours octogonales avec coupoles à pans voutés, se trouve le vestibule servant d'entrée. La façade est divisée verticalement par des pilastres ou plutôt des contreforts. Les portails et les fenêtres à arc plein-cintre sont conçues dans le style historicisme. La corniche sous le toit est agrémentée d'une frise à arc plein-cintre de style néoroman.
Le bâtiment est recouvert de crépi et les encadrements des fenêtres et des portes sont en grès. La structure de la coupole est entièrement en bois. Au-dessus  de l'entrée est gravé dans le grès un vers du psaume 118: « C’est ici la porte de l’Éternel, les justes y entreront ». Sur le tympan, au-dessus de la porte de la cour, se trouve la phrase en hébreu du Livre d'Isaïe 56-7 : « Ma maison sera appelée une maison de prière pour tous les peuples ».
La synagogue par son importance est visible de très loin, surtout de l'autre rive de l'Elbe. Mais la vue sur le bâtiment sera considérablement restreinte par la construction de bâtiments le long du fleuve et par la construction dans les années 1892-1895 du Carolabrücke (pont sur l'Elbe) et des quais sur l'Elbe et par le remblaiement du port de transbordement.

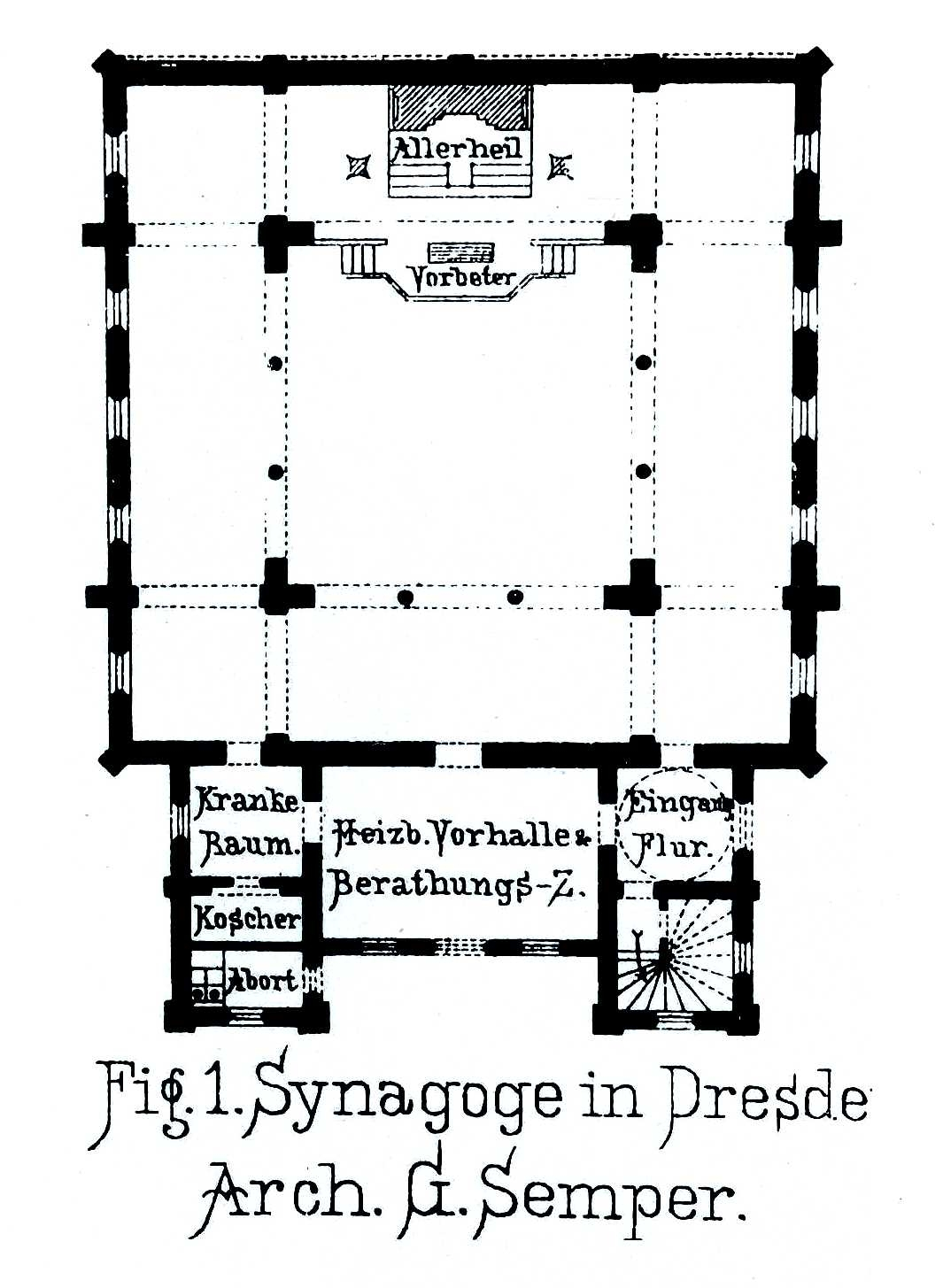
Plan de base de la synagogue

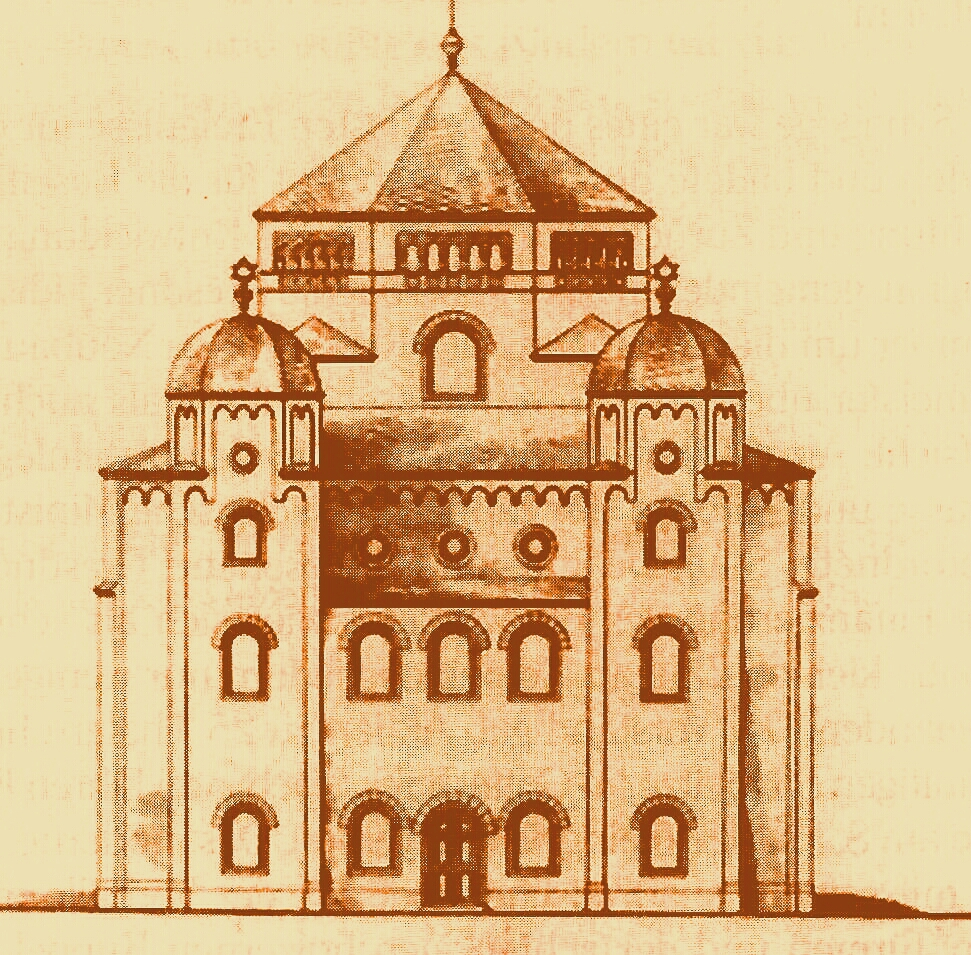
Plan de Semper:vue de l'entrée

### L'intérieur
Le vestibule
L'entrée située sur le côté sud du bâtiment donne sur un petit vestibule, conduisant sur sa droite à la partie sud de la nef de la synagogue et sur sa gauche à un escalier menant à la galerie des femmes. Le rez-de-chaussée de la synagogue dispose de 300 sièges réservés aux hommes, tandis que la galerie des femmes contient 200 places.
Le vestibule étant la seule pièce chauffée du bâtiment, il sert aussi d'oratoire l'hiver. À côté, se trouvent une chambre de malade, des toilettes et une pièce pour entreposer de la nourriture cachère. Au premier étage, habite le shamess (serviteur de la synagogue).
Le plan carré avec quatre bras transversaux
L'intérieur carré de 20 mètres sur 20 mètres est aménagé de façon à former une croix grecque. L'intérieur produit un effet de « grande cohérence et d'équilibre ». Ainsi, d'une part, l'organisation architectonique est claire et d'autre part, l'aménagement est homogène. Quatre piliers soutiennent le haut tambour avec sa coupole d'une hauteur totale de 23,5 mètres, nous rappelant les quatre piliers du Tabernacle. Avec les quatre piliers disposés en carré, on matérialise les quatre bras de longueur identique de la croix. 
L'Arche Sainte
L'Arche Sainte, en bois de chêne et décorée de niellage et de marqueterie, se trouve dans le bras est de la croix. La forme de l'Arche n'est pas une imitation de l'art islamique, mais est la propre création de Semper. La base de l'Arche forme un caisson sur lequel repose le corps principal avec, en son milieu, deux portes, encadrées par deux paires de colonnes soutenant une grande arche. L'arche plein-cintre est encastrée dans un caisson rectangulaire et le tympan entre l'arche et le rectangle est décoré d'ornements végétaux. Avec ces formes, Semper a « réalisé une approche stylistique, sans effectuer une copie directe ». À l'intérieur de l'Arche se trouvent plusieurs rouleaux de Torah, dont ceux offerts par les frères Salomon et Levi Wallenstein, et les parures en argent pour les décorer.
La Bimah, les chandeliers, la lampe éternelle et l'orgue
Devant l'Arche Sainte, se trouve un podium avec la Bimah (autel). L'Arche est encadrée des deux côtés par deux menorah (chandelier à sept branches) en argent. Plusieurs fidèles célibataires ont fait don à la synagogue d'une lampe éternelle (Ner tamid) en argent, qui est suspendue au-dessus du pupitre du Hazzan (chantre). 

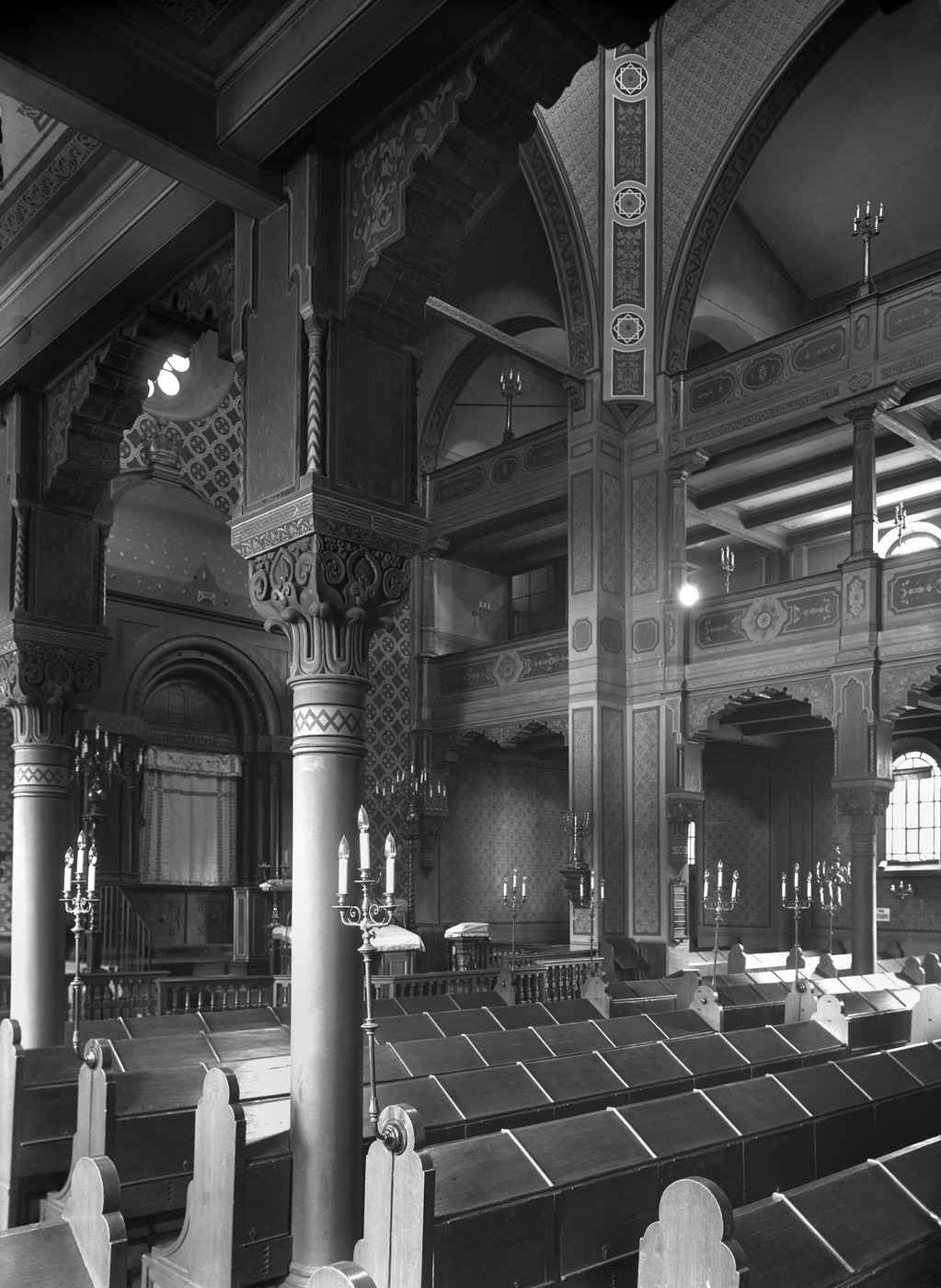
Photo de 1898 : l'intérieur de la synagogue.

Deux étages de galerie pour les femmes sont situés dans les autres bras de la croix. Un orgue est installé en 1872 par les réformateurs au sein de la communauté juive, au deuxième étage, en face de l'Arche Sainte. L'orgue est un legs de Moritz Aaron Meyer, conseiller commercial et président de la communauté, et un présent de sa veuve.
La symétrie
Tous les bras transversaux de la croix grecque (y compris celui avec l'Arche Sainte), sont organisés de la même façon, avec des arches plein-cintre, des piliers et les mêmes deux colonnes divisées en trois parties soutenant les deux étages de galeries. Entre les quatre piliers principaux, les deux colonnes divisent chaque côté du carré en trois parties, rappelant les trois axes de symétrie des « constructions hispano-mauresques ».
Le concept d'espace donne une « idée dominante d'unité ».
Arcs polylobés
Chaque arcade est peinte et décorée « d'arcs polylobés dans le style de la cour des lions de l'Alhambra  ». Les chapiteaux sont considérés de style byzantin-mauresque, et présentent « une forme cubique romane au-dessus d'une frise de feuilles incurvées ». D'autre part, cette partie du chapiteau doit rappeler l'Alhambra de Grenade.
L'intérieur est orné d'une « riche décoration multicolore de motifs maures ». Clauss Zoege von Manteuffel décrit l'intérieur ainsi: 
« Les colonnes inférieures étaient peintes en noir, et avaient des chapiteaux en bronze. Les poutres et les balustrades des galeries étaient décorées de marqueterie. De même, les murs et les piliers du rez-de-chaussée étaient recouverts d'un lambris imitant le bois jusqu'à hauteur d'homme. L'ensemble était ornementé de peintures mauresques-byzantines dans les tons vert gris foncé. La coupole bleue présentait une décoration de rayons solaires. »

### Style
Semper a construit un bâtiment conventionnel dans un sens historique, en utilisant des formes de base romanes et orientales, avec des emprunts à l'architecture révolutionnaire. Pour les éléments romans et byzantins, Semper s'est inspiré d'un projet de construction d'une synagogue à Paris dans les années 1840-1850, afin de remémorer l'origine orientale de la communauté juive. Ainsi réalise-t-il une relation entre « un but et la forme ». Constantin Lipsius (en) compare le bâtiment au Temple de Jérusalem… tel qu'il est dépeint dans « la grande vision solennelle du temple juif ». Les comparaisons avec la cathédrale d'Aix-la-Chapelle ou la basilique Saint-Vital de Ravenne sont dues au fait que la synagogue de Dresde est construite avec « une coupole en son milieu et de larges fenêtres à arc plein-cintre sur les côtés ».
L'aspect roman de l'extérieur de la synagogue contraste de façon éclatante avec l'aspect oriental de l'intérieur :
« Pour la première fois, une synagogue bénéficie d'une décoration orientale plus ou moins uniforme. Ici, ce n'est plus un élément oriental, comme des arcs en fer à cheval, associé à des formes médiévales, mais au contraire, les éléments architectoniques, la décoration et les équipements proviennent de l'art islamique, ou s'en sont inspirés de façon à créer une nouvelle unité. La synagogue de Dresde est ainsi le premier exemple d'un style entièrement oriental développé pour l'intérieur d'une synagogue. »
Le résultat

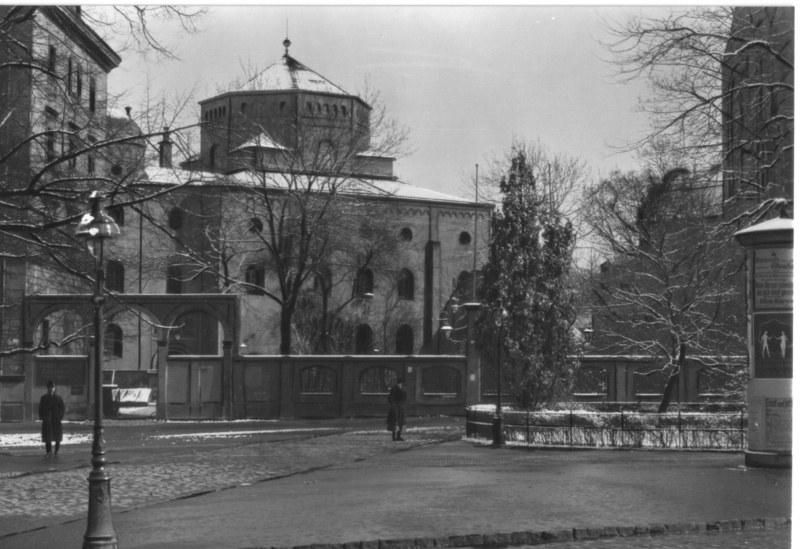
Photo de la synagogue en 1910

Construit dans un style roman « allemand », l'extérieur de la synagogue est l'expression de l'assimilation souhaitée par la communauté juive de Dresde. L'intérieur est toutefois en style oriental de l'âge d'or du judaïsme espagnol, du temps de la domination maure, qui avait produit tant de grands savants juifs comme Moïse Maïmonide : 
«  Comme il y existe une différence significative entre l'extérieur et l'intérieur de la synagogue, la communauté juive de cette époque avait probablement accepté l'idée que l'architecture devait être une expression de la nationalité et de la race ... L'extérieur de la synagogue a sûrement satisfait ces Juifs et ces chrétiens qui souhaitaient que les Juifs apparaissent comme des Allemands et qu'ils parlent l'allemand moderne…, Il est d'autre part compréhensible, que les Juifs de Dresde ne se sentaient pas suffisamment en sécurité pour accepter un projet autre que celui qui indiquerait qu'ils étaient presque allemands en public et autre chose en privé »